# Сабля князя Пожарского

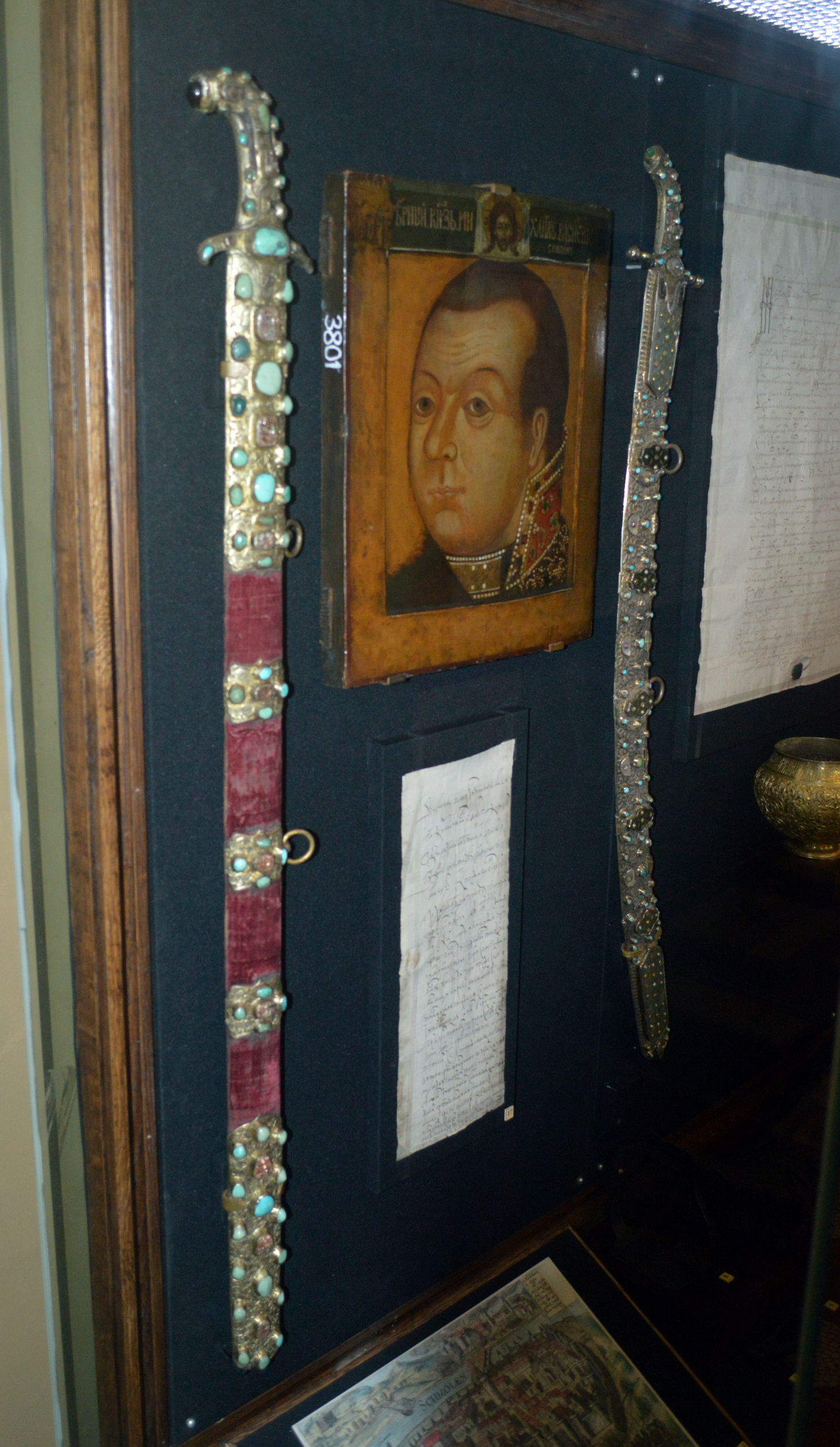
Экспонаты Государственного исторического музея в Москве. Сабля Пожарского справа.

Сабля князя Пожарского — "жемчужина коллекции" Государственного исторического музея (21 зал, 5 витрина), клинковое холодное оружие, принадлежавшее князю Пожарскому. 
Длина клинка составляет 84,7 см. Общая длина оружия 105 см. Ширина у основания 3,9 см. Дата изготовления XVI-XVII вв. Клинок сабли слегка изогнут на манер персидского и турецкого холодного оружия. У основания клинка клеймо в виде фантастического животного, похожего на льва. Рукоять и ножны украшены в турецком стиле: с яшмовыми и перламутровыми пластинами, бирюзой, а также рубиновыми и изумрудными искорками в золотых гнездах.
По легенде, сабля была подарена князю москвичами в благодарность за освобождение города. После смерти Пожарского она перешла во владение его сподвижнику, военному и государственному деятелю Семену Васильевичу Прозоровскому (1586–1659), который в 1647 году вложил её в ризницу Соловецкого монастыря.
Экспонат поступил в московский музей в 1923 году из ГПУ.